# Chromista
A Chromista (egyes magyar fordításokban: színesmoszatok) a moszatok parafiletikus csoportja. A csoportot korábban a protiszták (Protista) országába helyezték. Ezután egy ideig a Chromalveolata ország egy alországának tekintették az Alveolata alország mellett. A Chromalveolata ország alországaként nem, de gyűjtőnévként még használatos az elnevezés. Emellett az Alveolata monofiletikus, de nem alországként, hanem főtörzsként tartják számon.
A Chromista nevet a taxonra 1981-ben hozta létre Thomas Cavalier-Smith a sárgásmoszatok, a Haptophyta és a Cryptophyta megkülönböztetésére. Szerinte az ország eredetileg egyszerű fotoszintetikus algákból állt, de később számos heterotróf élőlényt is behelyezett. 2018-ban az ország közel akkora volt, mint a növények és az állatok országa, és 8 törzsből állt. Fontos tagjai voltak a burgonyabarnulást okozó parazita, a páncélos ostorosok, a Paramecium, a Toxoplasma és a Plasmodium.

## Leírás
A Chromista csoportba másodlagos endoszimbiózis során kialakult élőlényeket soroltak. A Chromista-hipotézis szerint a plasztisz másodlagos endoszimbiózisa akkor alakult ki, mikor az eredeti heterotróf egysejtű vörösmoszatot kebelezett be, és azt nem megemésztette, hanem endoszimbiózisba, pontosabban endocitobiózisba került vele: a sejt ellátta tápanyagokkal és védelmezte, a vörösalgasejt pedig táplálékot készített cserébe a fotoszintetizációs képessége révén; az élőlény autotróffá alakult. Ezt citológiai vizsgálatok is igazolják: a Chromista csoportba tartozó moszatok színtestjeit burkoló membránok számából következtettek erre. A barnamoszatsejteket tanulmányozva rájöttek, hogy a kloroplasztiszokat 4 réteg membrán határolja: az első kettő még az eredeti cianobaktériumé (melyet a vörösalgaős kebelezett be), a harmadik a vörösmoszaté, a negyedik a barnamoszaté, mely a bekebelezéskor körbeburkolta a sejtet. Az autotróf szervezet aztán asszimilációs képességét vesztve újra heterotróffá alakulhat. Ilyen például az Oomycetes.
A Chromista ma nem használt taxon, mert parafiletikus, a megfelelő klád a Diaphoretickes.